# Masevaux
Masevaux je občina v departmaju Haut-Rhin francoske regije Alzacija.
Leta 1990 je v občini živelo 3 267 oseb oz. 141 oseb/km².